# 진주 청곡사 삼층석탑
진주 청곡사 삼층석탑(晉州 靑谷寺 三層石塔)은 대한민국 경상남도 진주시 금산면에 있는 고려시대의 삼층석탑이다.
1972년 2월 12일 경상남도의 유형문화재 제5호 청곡사 삼층석탑으로 지정되었다가, 2018년 12월 20일 현재의 명칭으로 변경되었다.

## 개요
청곡사 대웅전 왼편에 서 있는 석탑으로, 2층 기단(基壇)에 3층 탑신(塔身)을 올리고 정상에 머리장식을 얹은 형태이며, 석재가 많이 닳아 있다.
기단은 윗돌 일부가 파손되었고, 기단과 탑신의 몸돌에는 기둥모양이 새겨 있다. 지붕돌은 밑면의 받침이 4단씩이고, 3층 지붕돌 위에는 노반(露盤:머리장식받침), 복발(覆鉢:엎어놓은 그릇모양의 장식), 앙화(仰花:솟은 연꽃모양의 장식), 보주(寶珠:꽃봉오리모양의 장식) 등의 머리장식이 남아있다.
전체적으로 통일신라시대 석탑의 일반적 양식을 잘 따르고 있으나, 각 부분에 나타나는 양식상의 변화로 보아 고려시대 전기에 세운 탑으로 추정된다.

## 같이 보기
- 진주 청곡사 대웅전 - 경상남도 유형문화재 제51호

## 참고 자료
- 진주 청곡사 삼층석탑 - 국가유산청 국가유산포털